# Свети Ђорђе Кратовац
Свети мученик Ђорђе Кратовац је хришћански светитељ српског порекла из града Кратова (данас у Северној Македонији). Пострадао је у Софији 1515, због чега се поштује и као Св. Георгије Нови или Св. Георгије Софијски.
Ђорђе је рођен у Старој Србији, у вароши Кратову 1497. године, од родитеља Димитрија и Саре. После описмењавања у родном месту, учио је златарски занат − постао кујунџија, а кад му је рано умро отац отишао је у „српски Средац” (потоњу Софију). У Средцу се настанио код тамошњег свештеника поп Петра (Пеје), и ту даље усавршавао златарски занат. Пошто се прочуо по великој смерности и побожности, посећивао га је неки муслимански „софта” (провокатор), који је са њим полемисао и убеђивао га да промени веру. Када је имао осамнаест година Турци су га хтели насилно потурчити, међутим Ђорђе није хтео да се одрекне хришћанске вере. Због тога су га софијски Турци јаничари затворили и мучили, а потом и живог спалили на ломачи 11. фебруара 1515. године у Софији, за време султана Селима I. Тада је његов домаћин и заштитник Петар, познатији као свештеник Пеја написао његово житије у Софији, а потом и јеромонах Илија 1539. године у Русији.
Поред Светог Игумана Паисија, Свете Злате Мегленске и Ђакона Авакума спада у ред најпознатијих новомученика међу Србима православне вере. Прогласила га је српска црква за светитеља „Ђорђа Новог”. У манастиру Студеници на фрески из 16. века, представљен је светац у народној ношњи: са дугачком црвеном антеријом узаних рукава, а над њим дугачки химатион без рукава који се испод грла закопчава; рукави слободно висе. Српски сликар Ђорђе Крстић је насликао икону „Св. Ђорђе Кратовац”. У 1924. је најављено свечано обележавање Ђорђа Кратовца, нарочито у Јужној Србији. Учитељски календар „Светлост” је 1925. године објавио дугачку песму о искушењима Св. Ђорђа Кратовца.
Српска православна црква слави га 11. фебруара по црквеном, а 24. фебруара по грегоријанском календару. У његовом родном месту Кратову је 1929. године освећена нова православна црква посвећена „Св. Ђорђу - Србину Кратовцу”. Бугарска православна црква слави га 11. фебруара.
Једна улица у београдском насељу Пашино брдо носи његово име (Ђорђа Кратовца) и то још од пре Другог светског рата и без прекида.